# Daniellia pynaertii
Daniellia pynaertii är en ärtväxtart som beskrevs av De Wild.. Daniellia pynaertii ingår i släktet Daniellia, och familjen ärtväxter. Inga underarter finns listade i Catalogue of Life.